# Феличиоли, Джан Филиппо
Джан Филиппо Феличиоли (итал. Gian Filippo Felicioli; родился 30 сентября 1997, Сан-Северино-Марке, Италия) — итальянский футболист, полузащитник клуба «Перуджа», права на которого принадлежат «Милану».

## Клубная карьера
Джан Филиппо является воспитанником футбольной академии «Милана». В сезоне 2014/15 стал привлекаться к тренировкам взрослой команды. Его профессиональный дебют в составе «Милана» состоялся 3 мая 2015 года, в матче 34-го тура Серии А против «Наполи». Он появился на поле на 84-й минуте игры, заменив Джакомо Бонавентуру. Несмотря на это, в оставшихся матчах сезона 2014/15 и в сезоне 2015/16 за взрослую команду «Милана» не выступал.
В сезоне 2016/17 выступал за «Асколи» на правах аренды. К апрелю 2017 года успел провести за клуб 21 матч в Серии Б и 1 матч в Кубке Италии, отдал 2 голевые передачи. Досрочно вернулся в «Милан» из-за травмы. Летом 2017 года продлил контракт «Миланом» до 2021 года и сразу же отправился в «Эллас Верону» на правах двухлетней аренды с опцией выкупа контракта за 3 миллиона евро.

## Международная карьера
Джан Филиппо выступал за различные юношеские сборные Италии, проведя в общей сложности 24 матча и забив 3 гола.

## Клубная статистика
| Выступление      | Выступление      | Выступление      | Лига | Лига | Кубки | Кубки | Еврокубки | Еврокубки | Остальные | Остальные | Итого | Итого |
| Клуб             | Лига             | Сезон            | Игры | Голы | Игры  | Голы  | Игры      | Голы      | Игры      | Голы      | Игры  | Голы  |
| ---------------- | ---------------- | ---------------- | ---- | ---- | ----- | ----- | --------- | --------- | --------- | --------- | ----- | ----- |
| Милан            | Серии А          | 2014/15          | 1    | 0    | 0     | 0     | 0         | 0         | 0         | 0         | 1     | 0     |
| Милан            | Серии А          | 2015/16          | 0    | 0    | 0     | 0     | 0         | 0         | 0         | 0         | 0     | 0     |
| Милан            | Итого            | Итого            | 1    | 0    | 0     | 0     | 0         | 0         | 0         | 0         | 1     | 0     |
| Асколи →         | Серия B          | 2016/17          | 21   | 0    | 1     | 0     | 0         | 0         | 0         | 0         | 22    | 0     |
| Асколи →         | Итого            | Итого            | 0    | 0    | 0     | 0     | 0         | 0         | 0         | 0         | 0     | 0     |
| Всего за карьеру | Всего за карьеру | Всего за карьеру | 1    | 0    | 0     | 0     | 0         | 0         | 0         | 0         | 1     | 0     |